# Bernhard von Patow

Bernhard von Patow

Erasmus Bernhard von Patow (* 6. Oktober 1798 in Lübben; † 7. September 1858 in Groß Jehser) war ein deutscher Verwaltungsbeamter.

## Leben

### Herkunft
Seine Eltern waren Erasmus Gottfried Bernhard von Patow (1767–1842) und dessen Ehefrau Johanna Friederike von Thermo (1766–1847). Sein Vater war Erbherr auf Mallenchen, preußischer Kammerherr sowie kursächsischer Oberamtsregierungsrat des Markgrafschaft Niederlausitz. Zudem wurde er 1790 zum Reichsfreiherren ernannt. Der preußische Beamte und Politiker Robert von Patow war sein Bruder.

### Werdegang
Nach dem Besuch der Fürstenschule St. Afra studierte er an der Universität Leipzig und der Friedrich-Wilhelms-Universität Berlin. 1817 wurde er Mitglied des Corps Lusatia Leipzig. 1819 gehörte er zu den Stiftern des kurzlebigen Corps Lusatia Berlin. Nach dem Studium trat er in den preußischen Staatsdienst ein. 1827 wurde er Landrat des Landkreises Lübben. 1845 folgte ihm Karl von Houwald als Landrat nach.
Von Patow war Besitzer der Rittergüter Groß Jehser, Erpitz und Schadewitz. Er war Landsyndikus des Markgraftums Niederlausitz und damit oberster Beamte der Stände der Niederlausitz. In dem Nachruf im Amtsblatt der Regierung Frankfurt/Oder wurde seine Gewissenhaftigkeit, Loyalität zum preußischen Königshaus und seine Einsatzbereitschaft für die Wahrnehmung der ständischen Interessen in der Niederlausitz hervorgehoben. Nach seinem Tod wurde Julius Wilhelm von Beerfelde sein Nachfolger als Landsyndikus.

### Familie
Er heiratete am 31. Mai 1830 Maria Auguste von Houwald (* 5. November 1805; † 7. Februar 1891). Das Paar hatte mehrere Kinder:
- Emma (* 1. Mai 1831; † 30. Mai 1894)
- Elise (* 29. Oktober 1832; † 27. Juli 1911) ⚭ Ernst Heinrich von Houwald (* 23. Oktober 1819; † 7. Februar 1891)[7]
- Bertha (* 10. Mai 1834; † 23. Oktober 1884)
- Bernhard (* 21. März 1836; † 12. Januar 1891) ⚭ 1863 Helene von Kuycke (* 1. März 1842; † 2. Mai 1920)
- Marie (* 21. März 1836; † 12. November 1895)
- Anna (* 28. August 1837; † 11. Februar 1908) ⚭ 1882 Ludwig (Louis) Ehregott von Seydlitz (* 10. Juli 1817; † 19. Oktober 1890)
- Richard (* 16. Februar 1842; † 24. Januar 1908) ⚭ 1872 Luise Krüger-Velthusen (* 10. Juni 1847; † 16. Januar 1915)
- Robert (* 10. Februar 1844; † 18. August 1870), gefallen bei St. Privat

## Auszeichnungen
- Ernennung zum Geheimen Regierungsrat[1]
- Ehrenritter des Johanniterordens